# エディ・キングストン
エディ・キングストン（Eddie Kingston）のリングネームで知られるエディ・ムーア（Edward "Eddie" Moore、1981年12月12日 - ）は、アメリカ合衆国の男性プロレスラー。ニューヨーク州ヨンカーズ出身。AEW所属。

## 来歴
Chikaraが運営するChikaraレッスルファクトリーにてトレーニングを積み、2002年10月12日にプロレスラーデビューを果たす。Chikaraでは2011年11月13日に創設された団体内最高王座であるグランドチャンピオンシップを戴冠すると共に団体の活動が休止するまで王座を守り続けた。
2006年にはCZWに参戦し、ユニットであるBLKOUTのメンバーとして暴れまわり、2月11日にジョーカーとのタッグでキング・オブ・レスリング（クリス・ヒーロー & クラウディオ・カスタニョーリ）からCZW世界タッグ王座を奪取。同年9月9日にはクリス・ヒーローからCZW世界ヘビー級王座を奪取した。そして、2010年4月10日にドレイク・ヤンガーとのタッグチーム、スーサイド・キングスでベストアラウンド（ブルース・マックスウェル & TJキャノン）からCZW世界タッグ王座を奪取し、2度目の戴冠を飾った。
ROHでは2006年にチームCZWの一員としてROH vs CZWの全面抗争に参加。
2012年4月14日、JAPWにてホミサイドとのタッグチーム、ストロングスタイル・アウトローズでかつてBLKOUTの同志であったBLK・ジーズ & ジョーカーのフィリーズ・モスト・ウォンテッドからJAPWタッグ王座を奪取した。
2020年7月、AEWに入団。
2023年3月、AEW Dynamite内のインタビューで「退団する」と公言し、AEWの収録では一時姿が見られなくなった。一方で提携団体である新日本プロレスやROHに参戦している。
7月5日、NJPW STRONG後楽園ホール大会にてSTRONG無差別級王座を獲得した。その後、G1 CLIMAX 33に参戦し、4勝3敗と勝ち越すもリーグ戦敗退となった。
9月20日、AEWで行われたROH世界王座戦にて王者のクラウディオ・カスタニョーリに勝利。二冠王者となる。
12月30日、コンチネンタル・クラシック決勝でジョン・モクスリーと対戦し、勝利。すでに獲得していたROH世界王座とSTRONG無差別級王座に加え、AEWコンチネンタル王座を獲得し、三冠王者となる。

## 得意技

### フィニッシュ・ホールド
バックフィスト・トゥ・ザ・フューチャー
ローリングの裏拳
キムラロック
アメリカンD
フィニッシャー。スライディング・エルボー
ノーザンライト・ボム

### 打撃技
エルボー
エルボー・スタンプ
バック・エルボー
バックハンド・チョップ
チョップ・スマッシュ
クローズライン
顔面ウォッシュ
相手をコーナーにもたれかかるようにダウンさせ、靴の側面で相手の顔をこする最後に自ら走り強烈なブーツを相手顔面を蹴る。挑発技。

### 投げ技
スープレックス
スーパープレックス
DDT
ロイヤル・フラッシュ
スピニングDDT
ハイアングル・ベリー・トゥ・ベリー
サイドスラム・バックブリーカー

## タイトル歴
AEW
- AEWコンチネンタル王座 : 初代

新日本プロレス
- STRONG無差別級王座 : 第6代

ROH
- ROH世界王座 : 第39代

Chikara
- グランドチャンピオンシップ : 1回

CZW
- CZW世界ヘビー級王座 : 1回
- CZW世界タッグ王座 : 2回

w / ジョーカー
w / ドレイク・ヤンガー

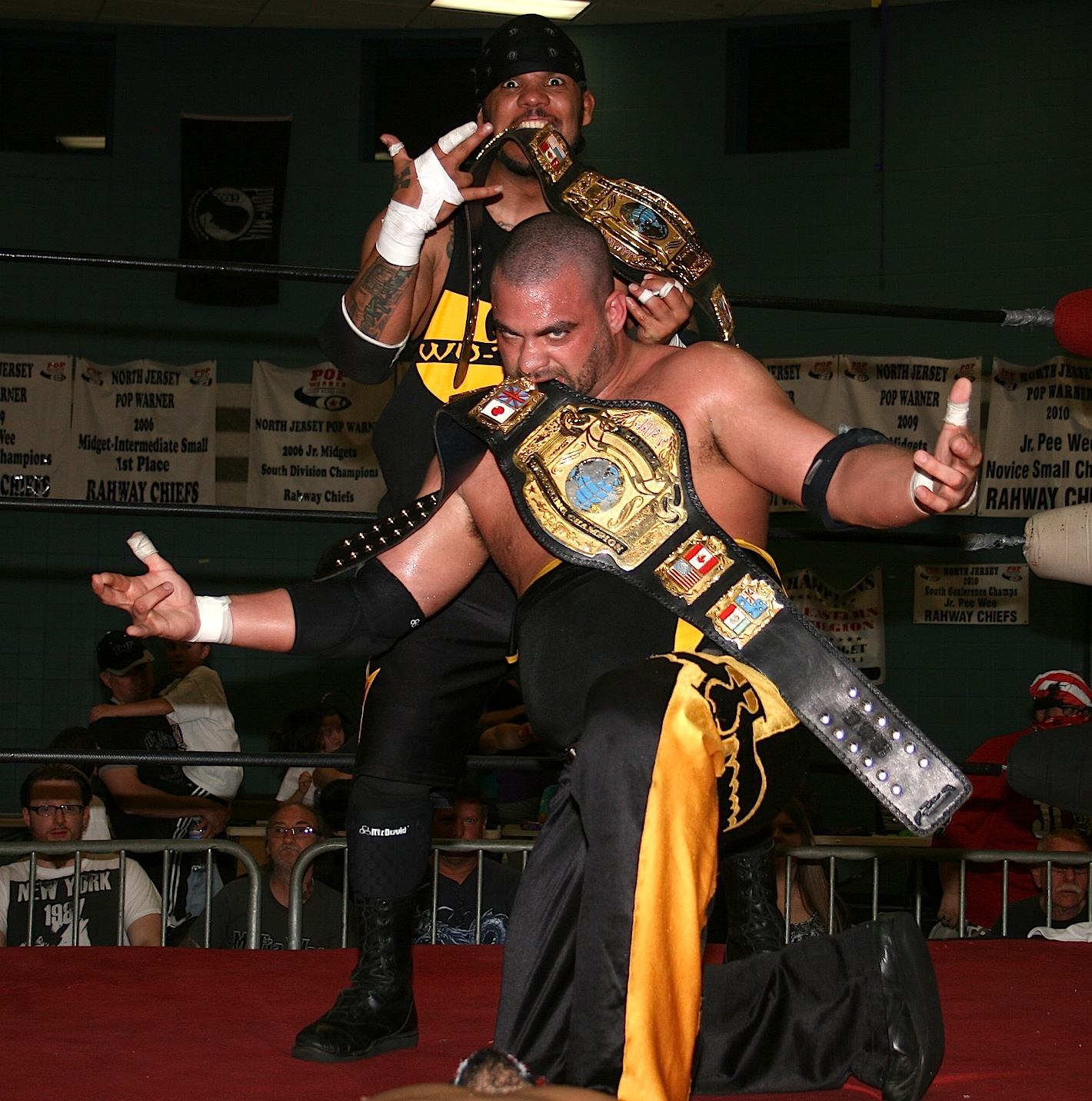
JAPWタック王座

他、アメリカのインディー団体を中心に多数のタイトルを獲得。